# 等々力緑地
等々力緑地（とどろきりょくち）は、神奈川県川崎市中原区等々力にある、スポーツ施設群を有する都市公園（総合公園）である。
等々力陸上競技場の他、体育館、野球場、プール、テニスコートといったスポーツ施設があり、川崎市民ミュージアムも立地している。アスレチックのある催し物広場は、かわさきおやこ劇場などが自主活動で使用することもある。
川崎市は2029年度末にかけて再整備を進めており、2023年4月、東急系特別目的会社（SPC）と632億円で契約を結んだ。
多摩川の南側にあり、東京都世田谷区の等々力や等々力渓谷は対岸に位置する。また、鶴見川に面する新横浜公園のような遊水地としての機能は無い。

## 主な施設
- 陸上競技場（Uvanceとどろきスタジアム by Fujitsu）[3]
  - Jリーグ・川崎フロンターレのホームスタジアム
  - 補助陸上競技場
- サッカー場（人工芝、クレイ）[4]
- 東急ドレッセとどろきアリーナ
- 野球場（川崎市等々力球場）
  - 首都大学野球連盟、高校野球、アメリカンフットボール・Xリーグなどの公式戦等
- テニスコート
- 川崎市市民ミュージアム
- プール

## 交通
- 武蔵小杉駅（JR南武線・横須賀線・湘南新宿ライン／東急東横線・東急目黒線）から川崎市バス…1番乗り場から溝口駅（溝05）または中原駅・市民ミュージアム（杉40）行乗車 - 市営等々力グランド前降車徒歩5分
- 武蔵中原駅（JR南武線）から徒歩20分